# Mira Pampa
Mira Pampa es una localidad argentina del partido de Rivadavia, en la provincia de Buenos Aires.

## Ubicación
La localidad de ubica a 65 km al sudoeste de la ciudad de América, a través de un camino rural que bordea las vías, que se desprende desde la Ruta Nacional 33.
Se encuentra sobre el Meridiano V en el límite con la provincia de La Pampa.

## Población
Cuenta con 40 habitantes (Indec, 2010), lo que representa un descenso del 26% frente a los 54 habitantes (Indec, 2001) del censo anterior.
| Gráfica de evolución demográfica de Mira Pampa entre 1991 y 2010 |
|                                                                  |
| Fuente: Censos nacionales del INDEC                              |